# 잭슨 라이커

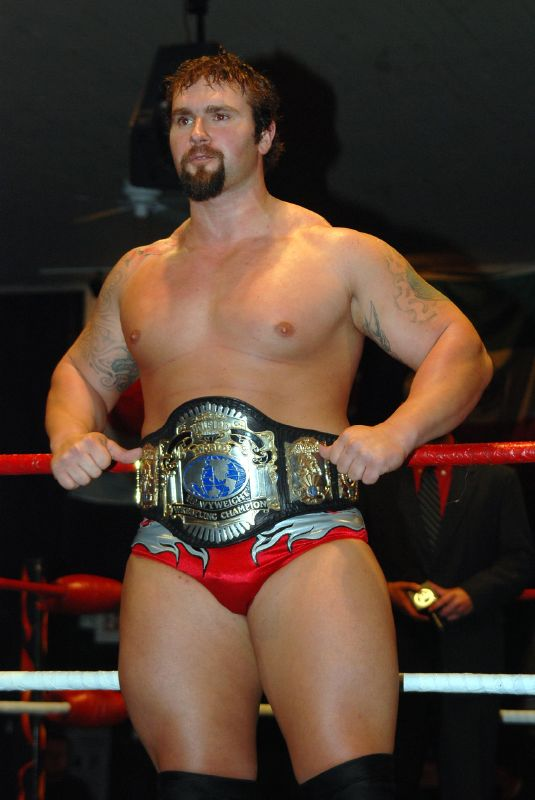
필 섀터

필 섀터(Phill Shatter 1982년 6월 6일 ~ )은 미국의 프로레슬링선수다. 2010년부터 2015년 6월 19일까지 TNA에서 활약하였다. 키는 187cm 몸무게는 118kg이다.

## 수상
- APW 체스터 헤비웨이트 챔피언 2회
- ECCW 태그팀 챔피언 1회
- NWA 애너키 헤비웨이트 챔피언 1회
- NWA 애너키 태그팀 챔피언 1회 - 키모 & 어보미네이션 (프리버드 룰)
- NWA 미드 애틀란틱 헤리티지 챔피언 1회
- NWA 내셔널 헤비웨이트 챔피언 1회
- SAW 인터내셔널 헤비웨이트 챔피언 1회
- TNA 월드 태그팀 챔피언 1회
- TNA 킹 오브 더 마운틴 챔피언 1회